# 휘발성 유기 화합물

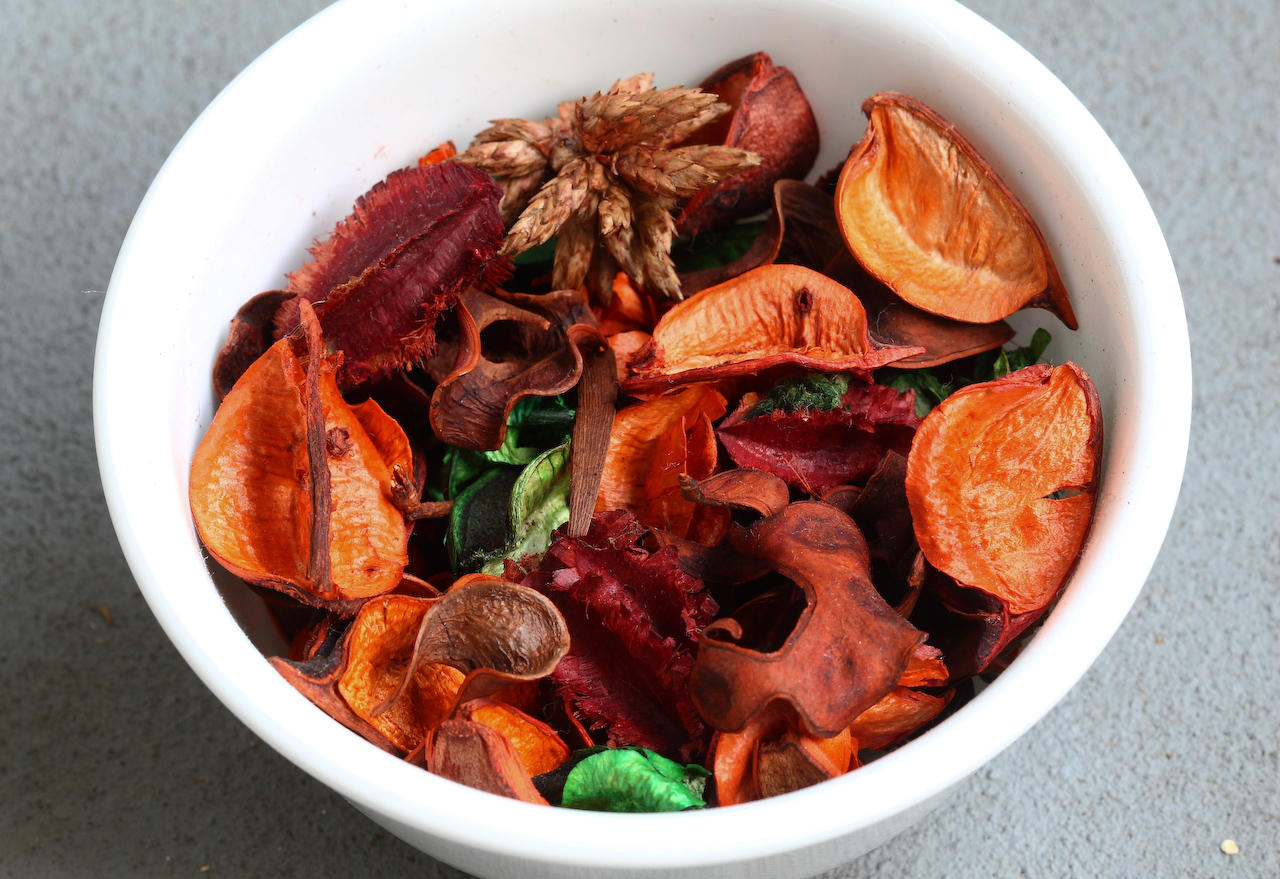

휘발성 유기 화합물(揮發性有機化合物, 영어: volatile organic compound, VOC)은 유기 화합물 중 상온에서 기화되는 특성을 가진 화합물을 의미하며 일반적으로 상온은 섭씨 0도 이상 섭씨 40도 이하를 이야기한다.
비점이 낮아 대기중으로 쉽게 증발되는 기체ㆍ액체상 유기 화합물의 총칭이다.
<대기환경보전법> 탄화수소류 중 석유화학제품, 아세톤 등 유기용제, 그 밖의 물질로 환경부장관이 중앙행정기관의 장과 협의하여 고시하는 물질을 말한다

## 같이 보기
- 방향 화합물
- 유기 화합물